# Václav Kadlec
Václav Kadlec (* 20. Mai 1992 in Prag) ist ein ehemaliger tschechischer Fußballspieler. Der Stürmer absolvierte 17 Länderspiele für die tschechische A-Nationalmannschaft und spielte den Großteil seiner Karriere bei Sparta Prag.

## Verein
Václav Kadlec begann mit dem Fußballspielen im Alter von fünf Jahren bei Bohemians Prag. Den Jugendtrainern fiel schnell das Talent des Stürmers auf, der folglich eine oder gar zwei Altersstufen über der eigenen spielte. Bereits mit 15 Jahren spielte Kadlec bei den A-Junioren. Nach seinem Schulabschluss im Sommer 2008 bot ihm Bohemians einen Profivertrag an. Kadlec lehnte ab und unterschrieb stattdessen für drei Jahre bei Sparta Prag, das eine Ablöse von rund zehn Millionen Kronen zahlte. Kadlec galt zu dieser Zeit in Tschechien als das größte Talent seit Tomáš Rosický.
Obwohl Kadlec sofort in den Kader der A-Mannschaft übernommen wurde, kam er zu Beginn der Spielzeit 2008/09 in der B-Mannschaft zum Einsatz, die in der 2. Liga spielte. Seinen ersten Pflichtspieleinsatz für die A-Mannschaft hatte der Angreifer am 3. September 2008 in der zweiten Runde des tschechischen Pokals. Beim 3:0 gegen TJ Dvůr Králové nad Labem erzielte er sein erstes Tor für Sparta. Am 25. Oktober 2008 debütierte Kadlec in der Gambrinus Liga. Seinen ersten Treffer in der Gambrinus Liga erzielte der damals 16-jährige Kadlec am 4. Mai 2009 beim 1:0-Erfolg seiner Mannschaft gegen Baník Ostrava. 2010 gewann er mit der Mannschaft die tschechische Meisterschaft.
Zur Saison 2013/14 wechselte Kadlec zum deutschen Bundesligisten Eintracht Frankfurt. In seiner ersten Saison erzielte Kadlec in 21 Bundesligaspielen fünf Tore und bereitete vier weitere Treffer vor. In der Vorrunde stand er meist in der Startelf. Außerdem erzielte er zwei Tore in der UEFA Europa League und eines im DFB-Pokal. In der Rückrunde zog der Trainer Armin Veh den Konkurrenten Joselu als Sturmspitze vor, so dass Kadlec überwiegend Einsätze als Einwechselspieler blieben. Mitte Februar 2015 wurde Kadlec bis Saisonende an seinen ehemaligen Verein Sparta Prag verliehen.
Am 1. Januar 2016 wechselte Kadlec zum FC Midtjylland. Im August 2016 kehrte er zu Sparta Prag zurück. Mit der in den Medien angegebenen Ablösesumme von 2,7 Mio. Euro war es der bis dahin teuerste Transfer der obersten tschechischen Liga.
Im Februar 2020 beendete er mit 27 Jahren seine Fußballkarriere aufgrund beschwerlicher Knieprobleme.

## Nationalmannschaft
Kadlec debütierte am 29. August 2007 in der tschechischen U17-Auswahl, für die der Stürmer zwischen 2007 und 2009 18 Tore in 26 Spielen erzielte. Zuvor hatte er im April 2008 zwei Spiele für die U16-Auswahl absolviert. 2009 spielte Kadlec in der tschechischen U18-Auswahl, 2010 in der U19-Auswahl. Für die U21 kam er von 2010 bis 2015 zu 14 Einsätzen mit 7 Torerfolgen.
Am 12. Oktober 2010 debütierte Kadlec in der tschechischen A-Nationalmannschaft. Beim 2:0-Auswärtssieg gegen Liechtenstein erzielte er das zweite Tor der Tschechen und wurde damit zum jüngsten Torschützen in der Geschichte der tschechischen Nationalmannschaft. Sein letztes Länderspiel absolvierte Kadlec im Oktober 2017. Insgesamt erzielte er in 17 Länderspielen 4 Tore.